# Notophthiracarus lunatus
Notophthiracarus lunatus är en kvalsterart som beskrevs av Wojciech Niedbała 2004. Notophthiracarus lunatus ingår i släktet Notophthiracarus och familjen Phthiracaridae. Inga underarter finns listade i Catalogue of Life.